# Tiny Masters of Today
Tiny Masters of Today est un groupe de punk rock américain, originaire de Brooklyn, à New York.

## Biographie
Le groupe est formé en 2005 par un duo frère-sœur Ivan (né le 21 février 1994) et Ada (née le 4 mars 1996). Avant même de jouer leur premier concert, le groupe est cité par Newsweek qui qualifient leurs chansons de « remarquables ». Le groupe signe en 2006 avec Tigertrap Records, un label indépendant britannique. Le groupe enregistre un single, intitulé Big Noise, en juillet 2006. En décembre 2006, le groupe enregistre un autre single intitulé K.I.D.S. Le groupe participe à l'émission Fair Game de Public Radio International, le même mois, jouant les chansons Stickin' It to the Man et Tooty Frooty.
Le premier album du groupe, Bang Bang Boom Cake est sorti sous leur nouveau label, Mute Records, en juin 2007. Les Tinys sont accompagnés d'un batteur, Russell Simins. Ce dernier est aussi le batteur du groupe Blues Explosion. Les deux new-yorkais sont appréciés de David Bowie, du groupe de New-York, les Yeah Yeah Yeahs connu pour sa chanteuse Karen O et, qui ont fait une première partie de Blues Explosion et également du groupe brésilien CSS (Cansei de Ser Sexy = Marre d'être sexy!). Ces derniers et Karen O ont fait plusieurs remixes des Tinys. Le 31 mars 2009, Tiny Masters annonce la sortie en avril de leur single Skeletons, soutenu par une tournée de 10 dates en Europe. Leur album homonyme est publié en juin 2009.

## Discographie

### Singles
- 2006 : Big Noise
- 2006 : K.I.D.S.
- 2007 : Hologram World

### Compilation
- 2006 : ArtRocker